# بيتر فاغنر (إحاثي)
بيتر فاغنر (بالإنجليزية: Peter J. Wagner)‏ (ولد في 27 أيلول / سبتمبر 1964) هو عالم الحفريات في جامعة نبراسكا-لينكولن. حصل على دكتوراه في العلوم الجيوفيزيائية من جامعة شيكاغو في عام 1995، وأجرى أبحاث ما بعد الدكتوراه في مؤسسة سميثسونيان، عمل أميناً في متحف فيلد للتاريخ الطبيعي من عام 1996 إلى عام 2007، وكان في مؤسسة سميثسونيان من عام 2007 حتى عام 2017. حصل على جائزة تشارلز سكوشيرت من مجتمع الأحفوريات في عام 2004. تركزت أبحاثه على التطور الكبروي وعلم البيئة القديمة، وخاصة فيما يتعلق بالنظاميات، وديناميكية التطور وعلم التشكل ، وتوزيع الرخويات في حقب الحياة القديمة. وقد نشر أبحاثه على نطاق واسع في مجلة علم الأحياء القديمة، ومنهجية البيولوجيا ومجلة العلوم وهو مساهم  قاعدة بيانات علم الأحياء القديمة.

## وصلات خارجية
- متحف سميثسونيان الوطني للتاريخ الطبيعي السيرة الذاتية